# Aldo Poy
Aldo Poy (28 de juliol de 1945) és un exfutbolista argentí.

## Selecció de l'Argentina
Va formar part de l'equip argentí a la Copa del Món de 1974.